# 唐山话
唐山话是中国北方方言的一个分支，指在河北唐山的行政区域内流行并使用的方言，属汉语官话冀鲁官话保唐片蓟遵小片。

## 音系

### 声母
唐山话共23个声母，比普通话多一个 /ŋ/ 声母。与普通话的差别在于：
1. 零声母开口呼韵母前加 /n/ 或 /ŋ/ 声母，如“安、熬、爱”。
2. 有些舌尖前音 /ʦ, ʦʰ, s/ 读作舌尖后音 /ʈʂ, ʈʂʰ, ʂ/ 声母，如“暂、租、扫、测”。
3. 声母送气与否与普通话不同。唐山话送气但普通话不送气的如“堤、撞、庇”，唐山话不送气但普通话送气的如“炽、券、媲”。
4. 擦音和塞擦音的异读。如“朽”/ʨʰi̯oʊ̯/、“摔”/ʈʂu̯aɪ̯/。

### 韵母
韵母与普通话基本相同，不同之处有：
1. /p, pʰ, m, f/ 后的 /o/ 唐山话读 /ɤ/，如“播、婆、模、佛”。/ʊŋ/ 有时读 /əŋ/，如“农、粽”。
2. 一些字韵头 /u/ 的丢失。如“滦”/lan/、“润”/ʐən/、“暖”/nan/。
3. 普通话读 /y̯œ/ 的一些宕江摄入声字读 /i̯ɑʊ̯/，如“约、觉、学、略”。
4. 其他异读：“叔”/ʂoʊ̯/、“起”/ʨʰi̯ɛ/、“谜”/meɪ̯/。

### 声调
有4个声调，与普通话对比如下：
| 声调   | 平聲    | 平聲    | 上声      | 去声    |
| 声调   | 阴      | 阳      | 上声      | 去声    |
| ------ | ------- | ------- | --------- | ------- |
| 唐山话 | ˦˦ (44) | ˦˩ (41) | ˨˩˧ (213) | ˥˩ (51) |
| 普通话 | ˥ (55)  | ˧˥ (35) | ˨˩˦ (214) | ˥˩ (51) |

### 句调
唐山话多曲调，句中音高低升降变化多，尤其是句末。除陈述句外，多将倒数第二个音节拉长并提高音高，最后一个音节音高先降再升。句调和声调的这些特征，是形成“唐山味”的重要因素。